# Нежинская подпольная комсомольско-молодёжная организация
Нежинская подпольная комсомольско-молодёжная организация — подпольная антинацистская организация, активно действовавшая в городе и на станции Нежин с февраля по август 1943 года во время Великой Отечественной войны. До оформления в организацию носила статус подпольной группы (с осени 1941 по зиму 1943 года).

## Предыстория
После оккупации города Нежина войсками вермахта 13 сентября 1941 года,  в городе возникла подпольная группа во главе с Яковом Петровичем Батюком. Группа осуществила ряд диверсий, распространяла среди населения сводки Совинформбюро. В феврале 1943 года  на организационном совещании группы было принято решение о создании Нежинской подпольной комсомольско-молодёжной организации.

## Деятельность
В марте 1943 года  организацией была установлена связь с Носовским подпольным райкомом партии (председатель  - Михаил Иванович Стратилат). Подпольщики переправляли советских военнопленных к партизанам, передали им 150 винтовок, много боеприпасов и медикаментов, собирали разведывательные данные, организовывали агитационно-массовую работу среди населения, производили саботаж и диверсии на железнодорожных и шоссейных дорогах, уничтожили телеграфно-телефонную линию связи между городами Нежин и Бахмач, делали людям прививки от сыпного тифа  - таким образом многие были спасены от принудительного вывоза на работу в Германию.

## Разоблачение
В конце июля 1943 года  гестапо с помощью провокатора натолкнулось на след организации и большинство её участников, в том числе и её лидер  - Я. П. Батюк, были арестованы. После долгих пыток в ночь с 6 по 7 сентября 1943 года  двумя грузовыми машинами все 26 арестованных подпольщиков были вывезены к железнодорожной станции, где у разрушенной водонапорной башни на территории военного склада были расстреляны.
Оставшиеся участники организации влились в партизанский отряд «За Родину!».

## Память
- 26 сентября 1943 года  тела казнённых участников организации были перезахоронены на Центральное (Троицкое) кладбище города Нежина.
- В 1963 году  на месте казни 26 подпольщиков была установлена памятная доска.
- Указом Президиума Верховного Совета СССР от 8 мая 1965 года  лидеру Нежинской подпольной комсомольско-молодёжной организации Якову Петровичу Батюку посмертно было присвоено звание Героя Советского Союза и посмертное награждение орденом Ленина.
- В 1965 и 1974 гг.  в Нежине и Чернигове соответственно в честь лидера Нежинской подпольной комсомольско-молодёжной организации были названы улицы.
- В 1967 году  в сквере по ул. Батюка в Нежине установлен бюст Якова Петровича Батюка (скульптор Гутман Григорий Петрович).
- В 1983 году  на месте могилы участников организации на территории Центрального (Троицкого) кладбища города Нежина возведён мемориал (архитектор В. А. Кобец).